# Eugène Le Moult
Eugène Le Moult, né le 31 décembre 1882 à Quimper et mort le 26 janvier 1965 à Paris 13e, est un naturaliste breton spécialisé en entomologie (en particulier les papillons) et un marchand d'insectes naturalisés.

## Carrière
Eugène Le Moult est fils de Léopold Le Moult, pionnier de la lutte biologique, en particulier de la destruction des larves de hanneton par des champignons parasites, qui fut, de 1898 à 1908, directeur des Travaux publics du bagne de Cayenne.
Au XXe siècle, la biodiversité entomologique semblait infinie en espèces et inépuisable en biomasse ; de plus les chenilles apparaissaient avant tout comme des nuisibles pour les cultures. Dans ce contexte, Eugène Le Moult n'eut aucun mal à systématiser, de 1903 à 1920, la collecte et l'exportation des papillons de Guyane, faisant de ce commerce le troisième de la contrée, après l’or et les bois précieux. Rentré à Paris en 1908, Le Moult possède trois ans plus tard la quatrième collection de papillons du monde après celles des musées d'histoire naturelle de Paris, de Washington et de Londres. Il fit fortune grâce à la vente de spécimens aux collectionneurs et mit le papillon à la mode en créant une véritable industrie d’objets décorés d’ailes découpées et collées. Il en vient bientôt à peindre et faire peindre des tableaux faits d'une palette de papillons. 
Pour augmenter ses collections, il recruta des chasseurs parmi les bagnards. En 1917, par exemple, 217 colis ont été expédiés à la maison Le Moult à Paris.
En 35 ans, Eugène Le Moult a collecté 4 500 000 papillons et insectes.
Juste après la disparition d'Eugène Le Moult, le professeur Jean Dorst lance l'une des tout premières alertes concernant l'érosion de la biodiversité : son livre Avant que nature meure. Les immenses collections d'Eugène Le Moult furent vendues aux enchères à Drouot : la plus grande partie de ses spécimens de Prepona furent acquis par le Musée d'histoire naturelle de Londres ou par Claude Lemaire, autre entomologiste qui en avait aussi collecté un grand nombre. 

## Publications
Eugène Le Moult est l'auteur de plusieurs ouvrages dont Mes chasses aux Papillons (1955) où il relate ses activités en Guyane, et Les Morphos d'Amérique du Sud et Centrale (1962-1963), en collaboration avec Pierre Réal. Il assure également la publication des revues Miscellanea Entomologica (fondée par Eugène Barthe (en) (1862-1945) et qui est ensuite reprise par Sciences Nat) et Novitates Entomologicae publiée de 1931 à 1946. Mais surtout il publie une édition française de l'ouvrage d'Adalbert Seitz (1860-1938) sous le titre Les Macrolépidoptères du globe en seize volumes et quatre suppléments.

## Galerie

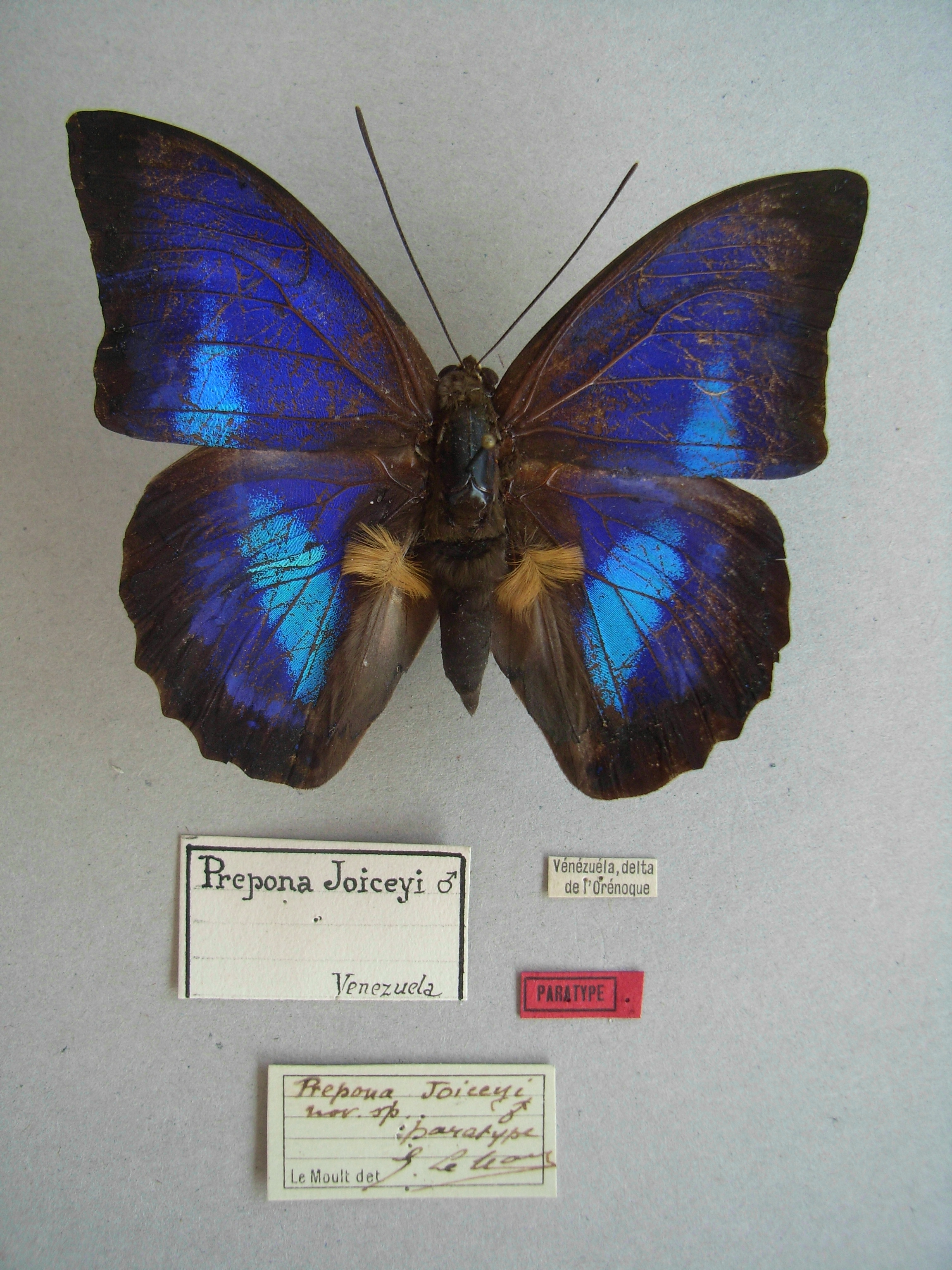
Prepona joiceyi Le Moult, 1932
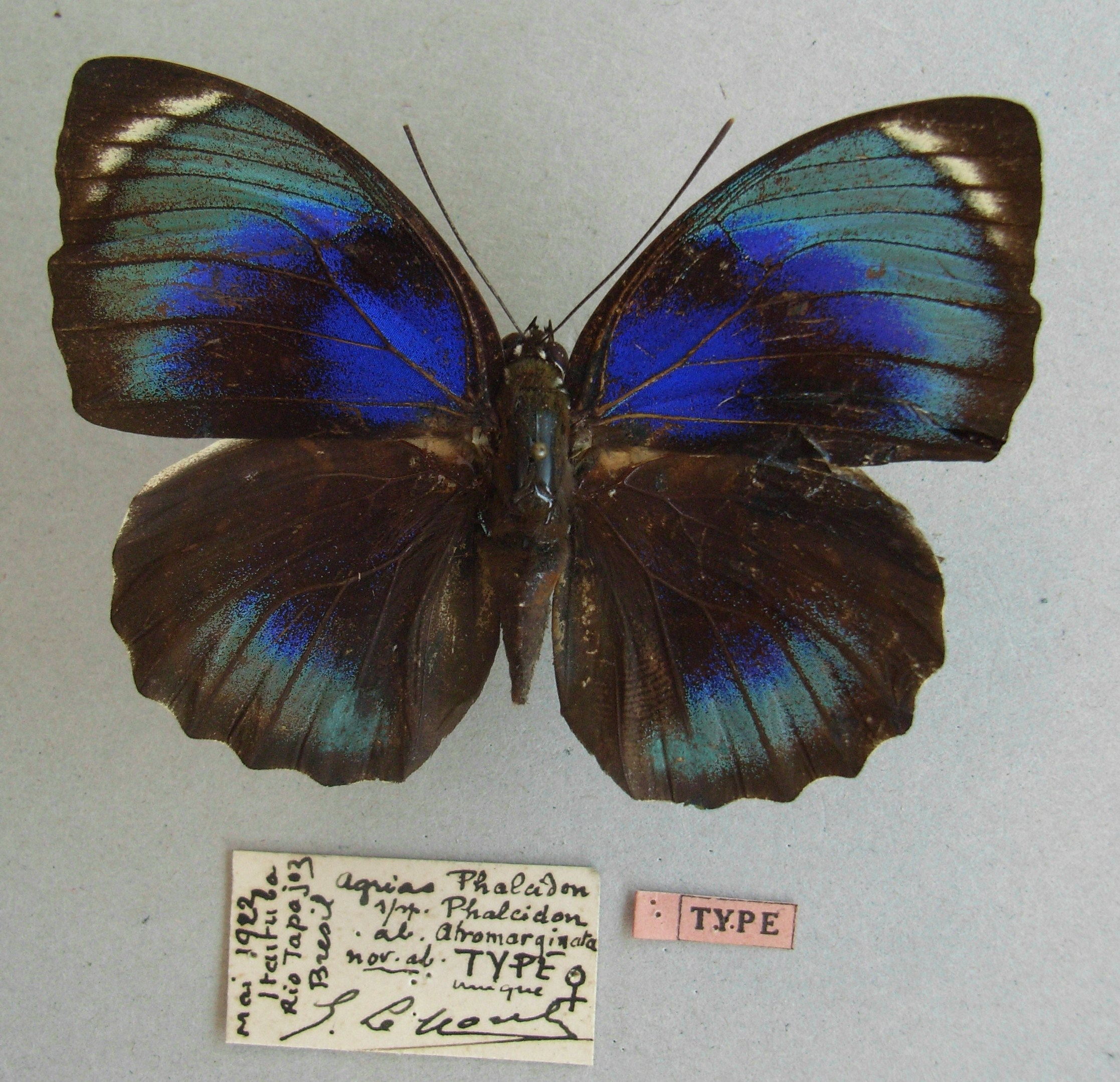
Type of Agrias phalcidon

## Filmographie
- Thierry Carabin, Papillons de France en liberté[9]